# 核糖核酸酶Ⅲ
RNA酶III（Ribonuclease III，簡稱RNase III或RNase C，BRENDA編號：3.1.26.3 （页面存档备份，存于））化学式为：C7064H10917O2045N2035S70MgMn，為一類RNA酶，屬切割雙股RNA的內切酶，均具有RNA酶III結構域。此類RNA酶參與rRNA、SnRNA、SnoRNA與miRNA等RNA的生成過程，可在細胞中的特定位置切割這些RNA的前驅物以產生成熟的RNA。三域生物與部分病毒皆具有RNA酶III。
RNA酶III可依結構域分為四型。切割miRNA前驅物的Drosha與Dicer分別屬於三型與四型的RNA酶III